# Augusta Albertini-Baucardé
Augusta Albertini-Baucardé (Firenze, 1827 – 1898) è stata un soprano italiano.

## Biografia
Nata in una famiglia inglese, fu incoraggiata da sua madre a dedicarsi alla musica. Studiò a Firenze sotto la guida di Geremia Sbolci, Ferdinando Ceccherini e Caroline Unger, ed esordì diciassettenne al Teatro Nacional de São Carlos di Lisbona. Si esibì in numerosi palcoscenici sia in Italia che in Europa, come a Porto, Madrid e a Roma, dove primeggiò nelle opere verdiane Nabucco e I masnadieri. Sposò il tenore Carlo Baucardé.